# Градишица
Градишица (словен. Gradišica) — поселення в общині Хрпелє-Козіна, Регіон Обално-крашка, Словенія. Висота над рівнем моря: 659,5 м.